# 内田銀之助
内田 銀之助（うちだ ぎんのすけ、1893年（明治26年）9月24日 - 1951年（昭和26年）6月29日）は、大日本帝国陸軍軍人。最終階級は陸軍中将。功四級。

## 経歴
東京府出身。1915年（大正4年）5月、陸軍士官学校第27期卒業。1922年（大正11年）11月、陸軍大学校第34期卒業。
東京帝国大学法学部を経て、1935年（昭和10年）3月、関東軍参謀、1937年（昭和12年）9月、留守第1師団参謀を経て、同年11月、陸軍歩兵大佐に進む。ついで1938年（昭和13年）8月、第20師団参謀長、1940年（昭和15年）9月、陸軍技術本部附を経て、同年12月、陸軍少将となる。
のち大東亜戦争が勃発すると、1941年（昭和16年）7月、独立混成第5旅団長に補され、青島に駐屯した。1944年（昭和19年）7月、陸軍中将に進み、第118師団長に親補され、終戦時は第13軍の戦闘序列に入ったが、張家口で終戦を迎えた。
戦後に戦犯指名され、1948年（昭和23年）1月31日、公職追放仮指定を受けた。1951年（昭和26年）6月29日、巣鴨拘置所で死去した。